# Jane Fraser (femme d'affaires)
Pour les articles homonymes, voir Jane Fraser.
Jane Fraser, née le 13 juillet 1967 à St Andrews (Royaume-Uni), est une dirigeante bancaire scotto-américaine. Formée au Girton College et à la Harvard Business School, elle est associée chez McKinsey & Company pendant 10 ans avant de rejoindre Citigroup en 2004. En 2019, elle est nommée présidente de Citigroup et PDG de Consumer Banking. En septembre 2020, Citigroup annonce qu'elle remplacera Michael Corbat en tant que PDG de l'ensemble de la société en février 2021, devenant ainsi la première femme à diriger une grande banque de Wall Street. Elle est inscrite sur la « Liste des 51 femmes les plus puissantes en affaires » de Fortune en 2014 et 2015, et a été nommée « Femme à suivre numéro 1 » pendant deux années consécutives par le quotidien financier American Banker.

## Jeunesse et études
Jane Fraser nait en 1967 à St Andrews, en Écosse,. Elle étudie au Girton College à Cambridge de 1985 à 1988, obtenant un BA (transformé en MA par tradition) en économie,.
Après avoir obtenu son diplôme, elle travaille comme analyste en fusion-acquisition chez Goldman Sachs à Londres de juillet 1988 à juillet 1990, puis en tant qu'associée de courtage pour Asesores Bursátiles, un courtier en valeurs mobilières basé à Madrid, d'août 1990 à juin 1992,. Elle s'inscrit à la Harvard Business School en 1992, et obtient son MBA en 1994. 

## Carrière professionnelle

### McKinsey & Company
En 1994, Fraser intègre McKinsey & Company, où elle travaille dans les services financiers et stratégiques, avant de devenir associée. Elle travaille à New York les six premières années, puis les quatre dernières années à Londres. Elle travaille à temps partiel pour pouvoir élever ses jeunes enfants. 
Elle écrit des articles sur la mondialisation et est co-autrice, avec trois autres employés de McKinsey, du livre Race for the World: Strategies to Build a Great Global Firm, publié en 1999,. Dans le cadre de ses recherches pour le livre, elle voyage en Chine, à Hong Kong, en Indonésie, à Singapour et en Inde pour s'entretenir avec les clients de McKinsey au sujet de leurs défis mondiaux. Après l’avoir entendue parler du livre, Michael Klein, cadre de Citigroup, passe plusieurs années à l’encourager à venir dans l'entreprise, ce qu’elle fait finalement en 2004.

### Citigroup
Fraser est embauchée comme cheffe de la stratégie client dans la division des investissements et des services bancaires mondiaux de Citigroup en juillet 2004,. En octobre 2007, elle est promue responsable mondiale de la stratégie et des fusions-acquisitions, poste qu'elle occupe jusqu'en mai 2009. Son mandat de responsable mondiale coïncide avec la crise financière de 2007–2009, et elle fait partie de l'équipe de direction qui est « chargée de restructurer le groupe, de diriger ses efforts de restructuration, de désinvestir et de lever de nouveaux capitaux ».
En juin 2009, elle est nommée PDG de Citi Private Bank. Au moment de sa promotion, la banque affiche un déficit annuel d'environ 250 millions de dollars ; elle est revenue dans le vert pendant son mandat de quatre ans. Parmi les changements qu'elle met en œuvre, une diminution du ratio banquiers privés / clients — avec un objectif d'un banquier pour 30 clients — et la suppression des commissions et des formules de vente pour les banquiers au profit d'un bonus discrétionnaire de fin d'année.
En mai 2013, il lui est demandé de remplacer le PDG sortant de CitiMortgage. Même si elle sait que ce changement est un risque pour sa carrière, elle accepte. Sa gestion de la division hypothécaire de Citigroup coïncide avec la baisse marquée de la demande de refinancement hypothécaire, forçant la banque à recentrer ses efforts sur la vente de prêts hypothécaires résidentiels aux acheteurs de maisons. Citigroup ferme plusieurs bureaux de prêts hypothécaires dans tout le pays et licencie 1 000 employés rien qu'en septembre 2013. 
Moins d'un an plus tard, en mars 2014, Fraser est promue au poste de PDG de US Consumer and Commercial Banking, succédant à Cecelia Stewart qui annonce sa retraite. En avril 2015, Fraser est nommée PDG de Citigroup Amérique latine, avec la responsabilité des opérations dans 24 pays. Cette dernière promotion fait suite à un remaniement des cadres de Citigroup déclenché par le départ à la retraite de Manuel Medina-Mora, PDG de la banque mondiale de consommation de Citigroup. Medina-Mora est remplacé par Stephen Bird, ancien PDG de la région Asie-Pacifique, qui à son tour est remplacé par Francisco Aristeguieta, ancien PDG de Citigroup Amérique latine. Maintenant basée à Miami, Fraser est chargée, entre autres, « d'instiller une culture plus américaine » à la Banamex (Banco Nacional de México), détenue et exploitée par Citigroup depuis 2001. La banque est condamnée à une amende de 2,2 millions de dollars pour fraude en 2014. Le chef de la Banamex, Ernesto Torres Cantu, rapporte directement à Fraser,.
Membre du comité d'exploitation de Citi, Fraser est l'une des deux seules femmes de ce panel de 24 membres.
En octobre 2019, Fraser est nommée présidente de Citigroup et responsable des services bancaires aux consommateurs mondiaux, ce qui fait d’elle la numéro 2 de l’entreprise,.
En septembre 2020, Citigroup annonce le départ à la retraite de son PDG, Michael Corbat (en), en février 2021. Fraser est nommée PDG après Corbat, devenant ainsi la première femme PDG d'une banque d'investissement de premier plan,,.

## Vie privée
Fraser est mariée et mère de deux fils,. Son mari, originaire de Cuba, quitte son emploi de directeur de banque en Europe pendant la crise financière de 2008 pour passer plus de temps à s'occuper de leurs jeunes enfants,.

## Prix et distinctions
En 2015, Fraser est classée 41e sur la liste des 51 femmes les plus influentes en affaires du magazine Fortune, contre 48e sur la liste de 2014. Le quotidien financier American Banker la nomme « femme à suivre numéro 1 » en 2014 et 2015,.
En 2023, le magazine Forbes la classe septième dans sa liste des femmes les plus puissantes du monde. En 2024, elle est classée dixième.

## Publication
- (en) Lowell L. Bryan, Jane Fraser, Jeremy Oppenheim et Wilhelm Rall, Race for the World: Strategies to Build a Great Global Firm, Harvard Business School Press, 1999 (ISBN 087584846X, lire en ligne)